# イタリア中部地震 (2016年8月)
イタリア中部地震（イタリアちゅうぶじしん、伊: Terremoto del Centro Italia del 2016）は、2016年8月24日3時36分（中央ヨーロッパ夏時間、日本時間では10時36分）にイタリア中部のペルージャ県ノルチャ付近を震源として発生したマグニチュード6.2の地震。この地震で298人が死亡した。
イタリアで近年発生した地震被害としては2009年に309人が死亡した中部ラクイラ地震に次いでイタリアで2番目の規模の死者数となっている。

## 概要
発生時間は8月24日の3時36分33秒で、震源はノルチャの南東約10㎞、震源の深さは約10㎞である。ローマやボローニャ、ナポリでも揺れを観測した。
震央は、アメリカ地質調査所 (USGS)発表によれば北緯42度43分23秒 東経13度11分17秒 / 北緯42.723度 東経13.188度、イタリア国立地球物理学火山学研究所（INGV）発表によれば北緯42度42分22秒 東経13度13分23秒 / 北緯42.706度 東経13.223度。両者間の違いは約4kmであるが、前者の数値を取ればペルージャ県内、後者の数値を取ればリエーティ県内（アックーモリの北西約2.5km）となり、両機関の発表には震央地名などに違いが生じる。欧州メディアの間では、アックーモリ地震 (Accumoli earthquake) やアマトリーチェ地震 (Amatrice earthquake) といった名称も用いられている。

### 関連する地震

2016年8月から翌年1月までの地震の、時系列とマグニチュード分布（INGVのデータによる）

本震と、8月25日までの余震の震源分布（INGVのデータによる）

本震発生から1時間後にも、ノルチャの北東4kmを震源とするM5.4の余震も発生した。
本震から2カ月後の10月26日には、マチェラータ県ヴィッソ近郊で、M5.4の地震に続いて2時間後にM5.9の地震が発生。2度目の地震で多くの建物の壁が崩れるなどの被害が出た。心臓発作で1人が死亡したが、他に死者はいない。1度目の地震で多くの人が屋外に避難していたためとみられる。さらに4日後の10月30日には、一連の地震で最大規模となるM6.6の地震が発生した。（イタリア中部地震 (2016年10月)を参照）
2017年1月18日には、M5クラスの地震が4回発生した。ペスカーラ県ファリンドラで、地震によって誘発されたとみられる大規模な雪崩によってホテルが埋まり、29人が死亡した（ホテル・リゴピアノ雪崩事故を参照）。
| 日付           | 時刻 (UTC) | モーメント マグニチュード | 震源の 深さ      | 震央                                 | 震央  | 震央  |
| 日付           | 時刻 (UTC) | モーメント マグニチュード | 震源の 深さ      | 基礎自治体                           | 緯度  | 経度  |
| -------------- | ---------- | ------------------------- | ---------------- | ------------------------------------ | ----- | ----- |
| 2016年8月24日  | 01:36:32   | 6.2                       | 4.4 km (2.7 mi)  | ノルチャ                             | 42.72 | 13.19 |
| 2016年8月24日  | 02:33:29   | 5.6                       | 3.3 km (2.1 mi)  | ノルチャ                             | 42.84 | 13.15 |
| 2016年10月26日 | 17:10:36   | 5.4                       | 9.3 km (5.8 mi)  | カステルサンタンジェロ・スル・ネーラ | 42.88 | 13.13 |
| 2016年10月26日 | 19:18:05   | 5.9                       | 8.4 km (5.2 mi)  | ウッシタ                             | 42.92 | 13.13 |
| 2016年10月30日 | 06:40:18   | 6.6                       | 8.0 km (5.0 mi)  | ノルチャ                             | 42.86 | 13.10 |
| 2017年1月18日  | 9:25:41    | 5.3                       | 10.0 km (6.2 mi) | チェーザ・ヴェントレ                 | 42.66 | 13.22 |
| 2017年1月18日  | 10:14:10   | 5.7                       | 7 km (4.3 mi)    | アマトリーチェ                       | 42.60 | 13.23 |
| 2017年1月18日  | 10:25:25   | 5.6                       | 10.0 km (6.2 mi) | アマトリーチェ                       | 42.59 | 13.19 |
| 2017年1月18日  | 13:33:38   | 5.2                       | 7.4 km (4.6 mi)  | モンテレアーレ                       | 42.56 | 13.25 |

## 震度
震源に近い、アマトリーチェやアックモリでは、メルカリ震度階級IXを記録したとみられる。

## 被害と影響
未明の地震だったため大半の住人は就寝しており、多くが建物の下敷きとなった。
震央付近は、ウンブリア州（ペルージャ県）、マルケ州（アスコリ・ピチェーノ県）、ラツィオ州（リエーティ県）の3州が境界を接する地域である。被害は主にラツィオ州やマルケ州で出ている。特に観光地として知られ、多くの観光客が集まっていたアマトリーチェ（ラツィオ州リエーティ県）での被害が甚大と報じられている。また、アックーモリ（ラツィオ州リエーティ県）、ペスカーラ・デル・トロント（マルケ州アスコリ・ピチェーノ県アルクアータ・デル・トロント村の一集落）での大規模な被害も伝えられている。1979年、1997年の2回に渡って大地震によって大きな被害を出していた過去のあるノルチャでは過去の被害を教訓として官民共同で耐震対策が強化されていたことから人的・物的被害のどちらもほぼ皆無だった。
この地域に地震が多い原因として、イタリアを貫くアペニン山脈が地殻変動によって北東・南西の2方向へ年平均3ミリ程度引き伸ばされていることをイギリスのダラム大学・地球科学講師リチャード・ウォルターズが指摘している。この地域だけでも2009年のラクイラ地震、1639年のアマトリーチェ地震_(1639年)、1915年のアベッツァーノ地震などが起きている。
2016年8月24日未明以降の周辺地域で確認された余震の回数は27日現在で900回を超えている。
保険金の請求額は2016年8月26日時点で1億から2億ユーロに上るという推計を、格付け会社フィッチ・レーティングスが発表している。26日時点での被害総額は復興費用として確保されている140億ユーロに達しないとの見方をイタリア政府インフラ運輸相デルリオが示した。なお、イタリアでは災害保険普及率が低く、住宅用不動産は一般的に地震保険に加入しておらず、業界団体ANIAの推計でも住宅3,300万戸のうち民間地震保険に加入している割合は1%未満となっており、地震による損害の大半はイタリア政府が負担することとなっている。

### 死傷者数と救助活動
| 国籍           | 死者 | 負傷者 |
| -------------- | ---- | ------ |
| イタリア       | 275  | 368    |
| ルーマニア     | 11   | 6      |
| イギリス       | 3    | 2      |
| アルバニア     | 1    | 7      |
| アメリカ合衆国 | 1    | 2      |
| カナダ         | 1    | 1      |
| スペイン       | 1    |        |
| マケドニア     |      | 1      |
| エルサルバドル |      | 1      |
| 合計           | 294  | 388    |

2016年8月24日の地震発生当日にはイタリア軍を含む4,400人以上の救助隊が特殊重機やヘリコプターなどを使用し瓦礫の撤去および徹夜で救出、捜索活動を行った。
翌25日、イタリア内務省はイタリア軍を始めとする政府救出活動により238人を瓦礫の中から救出したことを発表した。出動した救出作業隊の内訳は25日時点でイタリア全土の99の捜索救助センターから集まった1,027人の消防士、57部門の建造物、緊急活動機関、通信分野などからの専門家、32匹の救助犬、40連隊のイタリア軍特殊作戦群、6機のヘリコプター、2機のドローン、2機の重機、また民間救助活動としてアマチュアと自治体単位で607台の車両、1,110人の労働者、それに関連する被災地から5つの市町村を結ぶ道路で道路整備のため交通警察176人と工事作業員322人がそれぞれの作業に従事している。
2016年8月27日現在の避難者数は2,000人以上、31日時点の死者数294人に、26日時点での負傷者数は388人に達している。

## 被害拡大の原因
アメリカ地質調査所 (USGS)は被災地域にある建造物に耐震性の強弱のある建物が混在していたことが大きな人的・物的被害に繋がった原因となった可能性を示唆した。
イタリアでは1970年代より耐震に関する法整備が始まり、2000年代以降には本格的な耐震基準が定められたものの、適用対象は新築建造物のみであり古い建造物の耐震化が大きな課題となっていた。2008年の民間調査によれば国内中部では全体の14%しか耐震基準を満たしていなかった。
また国土内には石造りなどといった歴史的建造物が多く、歴史的建造物の保全に関する各種制度なども耐震化対策の施工を躊躇わせる原因のひとつとなっている。
そして、イタリア政府がヨーロッパ最大規模の債務問題に直面しており、それによって民間セクターに奨励策を示唆したり、あらゆる公共建造物に安全対策を施すに必要な投資を行う余裕がないことも指摘されている。
倒壊・損壊した建造物115軒の一部に工費節約のためセメントより砂を多く使用し、建造コストを下げて建てられた手抜き工事の疑いがあるとして、地元の検察当局が過失致死の疑いとして関係者の法的責任追及を視野に入れて捜査を進める考えを示している。
また、最も被害が大きかった街であるアマトリーチェの建物に占めるRC造（鉄筋コンクリート造り）の建造物の割合はわずか9％であり、半壊または全壊の主な原因は、壁と壁の結合の不足、壁と床の不十分な連結、質の悪い組積造建造物といった、脆弱性因子が存在していたことにある。
地震の切迫性を住民に通知しなかった当局についても過失を非難する声が上がっている。

## イタリアの対応

### 政府機関
イタリア政府は2016年8月24日、2億3500万ユーロ（2億6500万ドル）の緊急支援を決定した。イタリア首相マッテオ・レンツィは対応のためフランス訪問を中止、24日夕方に被災地に入り被災者や救急隊員を激励した。
また、続く2016年8月26日には政府は被災地に対し非常事態宣言を行った。また緊急支援金として5,000万ユーロ（約57億円）の拠出も合わせて発表された。
27日には大地震が発生してから3日目ということで生存者発見の可能性が薄れたことから、政府は27日を服喪の日に定め、犠牲者への弔意を示すために国内各地で半旗が掲揚された。また同日、被災地に近いマルケ州の州都アスコリ・ピチェーノで犠牲者の国葬が営まれ、イタリア大統領セルジョ・マッタレッラ、イタリア首相マッテオ・レンツィらが参列した。

### 駐日イタリア大使館
東京の駐日イタリア大使館は2016年8月30日、イタリア中部地震被災者のための義援金を受け付ける当座預金口座を開設した。

### 民間

#### 赤十字
イタリア赤十字社は公式ツイッター上で通信回線確保のためにwi-fiのパスワードを削除し一般開放することを呼びかけた。

#### テレコム・イタリア
イタリア通信社大手のテレコム・イタリアは24日、固定電話回線およびモバイル、インターネット回線確保、電力回復、衛星携帯電話などでの通信手段支援のために技術者によるタスクフォースを被災地に派遣したことを発表した。

#### 復興支援の国際親善試合
イタリアのプロサッカーリーグ、セリエAに所属するASローマは2016年9月3日、アルゼンチンのサッカーチームCAサン・ロレンソ・デ・アルマグロを迎えて、イタリア中部地震の被災者に向けたチャリティーマッチを行った。

#### アマトリチャーナを通した支援
アマトリーチェが甚大な被害を出したことから、同地に由来するパスタ料理アマトリチャーナを通して被災地との連帯を表明する活動がイタリアを中心に広がった。イタリアのブロガーによって提起されたもので、レストランでメニューにアマトリチャーナを加え、アマトリチャーナを注文した客と提供した店舗が1皿につき1ユーロずつ（計2ユーロ）をイタリア赤十字社に義援金として寄付するというものである。同種の動きは、日本を含め世界各国に広がった。

#### 国立博物館および美術館の支援
イタリア各地の国立博物館および美術館は、入場料による収益を被災地に寄付するキャンペーンを行った。

## 国際社会の対応

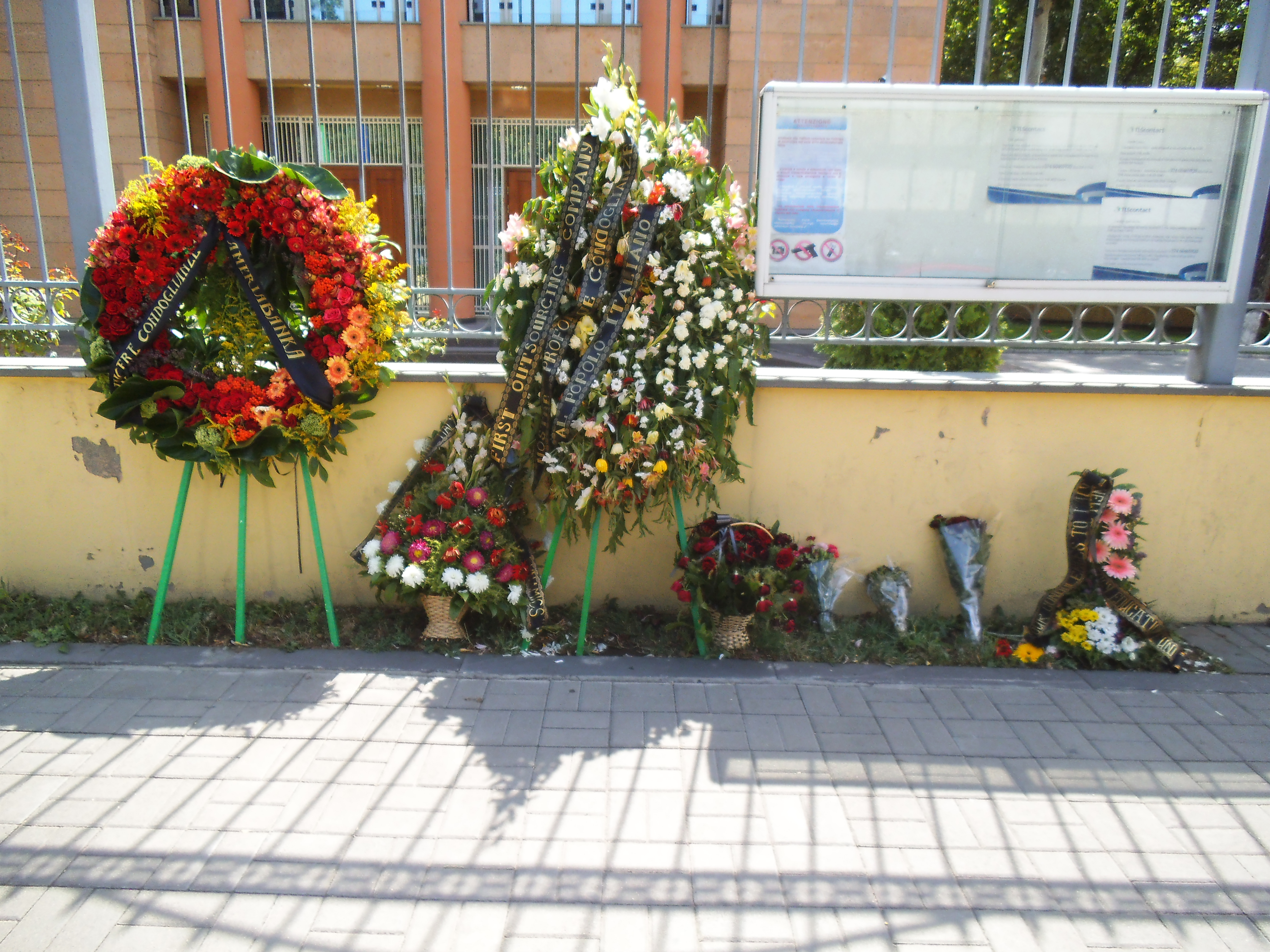
エレバン（アルメニア）のイタリア大使館前に供えられた花（2016年8月26日）

### バチカン
ローマ法王フランシスコは24日の地震発生を受けて予定していた定例演説を中止、バチカンのサン・ピエトロ広場に集まった数万人の聴衆に対し深い悲しみを覚えたことを述べ、犠牲者への祈りを共に捧げるよう呼びかけた。また、崩落した建物から少女を救出した救助犬と握手し、その功績をたたえた。

### 日本

#### 神戸国際支縁機構
日本の神戸国際支縁機構は2016年8月24日、緊急救援募金の受付を開始した。

#### 群馬県前橋市、渋川市、甘楽町
被災地周辺に友好都市・姉妹都市を持つ日本の群馬県前橋市、渋川市、甘楽町の3市町村は被害状況の把握に努め、このうち甘楽町は単独で2016年8月26日までに募金活動による義援金を送金する決定を行った。

#### 熊本県や熊本市、熊本県国際協会
熊本県国際協会では2016年4月の熊本地震で海外からも義援金が寄せられたことから、その恩返しとして県庁や熊本市役所のほか、銀行口座を通じて義援金の受け付けを8月30日より開始した。

### ドイツ

#### ドイツ政府
ドイツ首相のアンゲラ・メルケルは2016年8月31日、イタリア中部地震で倒壊した小学校の再建を、ドイツ政府が支援すると約束した。

## 同じ日に発生した地震
この地震が発生した日と同じ日に、ミャンマーではM6.8の地震が発生している。